# Hathras
Hathras ist eine Stadt im nordindischen Bundesstaat Uttar Pradesh.
Hathras liegt in der nordindischen Ebene 140 km südsüdöstlich der Bundeshauptstadt Neu-Delhi.
Die Yamuna strömt 35 km westlich der Stadt in südlicher Richtung.
Hathras ist Verwaltungssitz des gleichnamigen Distrikts.
Hathras liegt 45 km nördlich von Agra sowie 30 km südlich von Aligarh. Die nationale Fernstraße NH 93 verbindet Hathras mit den beiden Städten. Weitere Städte in der näheren Umgebung sind Mathura, Kasganj und Etah.
Hathras besitzt als Stadt den Status eines Nagar Palika Parishad. Die Stadt ist in 28 Wards gegliedert. Beim Zensus 2011 hatte Hathras 135.594 Einwohner.